# 1790 w polityce
Wydarzenia polityczne w 1790 roku.

## Wydarzenia
- 31 stycznia - w Stambule podpisano traktat turecko-pruski: Królestwo Prus zobowiązało się wypowiedzieć wiosną po stronie Turcji wojnę przeciwko Austrii i Rosji[1]
- 29 marca - w Warszawie podpisano sojusz polsko-pruski: Królestwo Prus i Rzeczpospolita Obojga Narodów zobowiązały się do wzajemnej pomocy militarnej w przypadku interwencji obcego mocarstwa[2].
- 27 lipca - porozumienie prusko-austriackie w Reichenbach: Austria pod naciskiem Prus zobowiązała się wycofać z udziału w wojnie rosyjsko-tureckiej bez żadnych korzyści terytorialnych[3].

## Zmarli
- 20 lutego - Józef II, cesarz Austrii (ur. 1741)[4]
- 25 lipca Johannes Bernhard Basedow, pedagog i teolog niemiecki[5].